# Mauritaanse Hergroeperingspartij
De Mauritaanse Hergroeperingspartij (Arabisch: حزب التجمع الموريتاني; Frans: Parti de regroupement mauritanien) was een politieke partij in Mauritanië die van 1958 tot 1961 bestond.
De partij ontstond in mei 1958 na de fusie van enkele nationalistische partijen, waarvan de Union progressiste mauritanienne (UPM) van Moktar Ould Daddah de voornaamste was. Sidi el-Mokhtar N'Diaye werd gekozen tot voorzitter van de PRM, maar de werkelijke macht kwam te liggen bij Ould Daddah. 
De PRM was nationalistisch en streefde naar een onafhankelijk Mauritanië, harmonie onder de verschillende Mauritaanse volkeren en was tegenstander van een Groot-Marokko. Om dat te voorkomen was de partij voorstander van toetreding van Mauritanië tot de Franse gemeenschap. Bij de verkiezingen voor de Nationale Vergadering in 1959 wist de PRM alle zetels te winnen. In 1960 werd Mauritanië onafhankelijk met Ould Daddah als eerste president. In 1961 fuseerden de PRM en de meeste oppositiepartijen tot de Mauritaanse Volkspartij (PPM).
De PRM was aangesloten bij de Rassemblement démocratique africain, een panafrikaanse partij met afdelingen in Frans-West-Afrika.

## Verwijzingen
1. 1 2  A.G. Pazzanita: Historical Dictionary of Mauritania, Scarecrow Press U.S.A. 20083, p. 393